# JBW

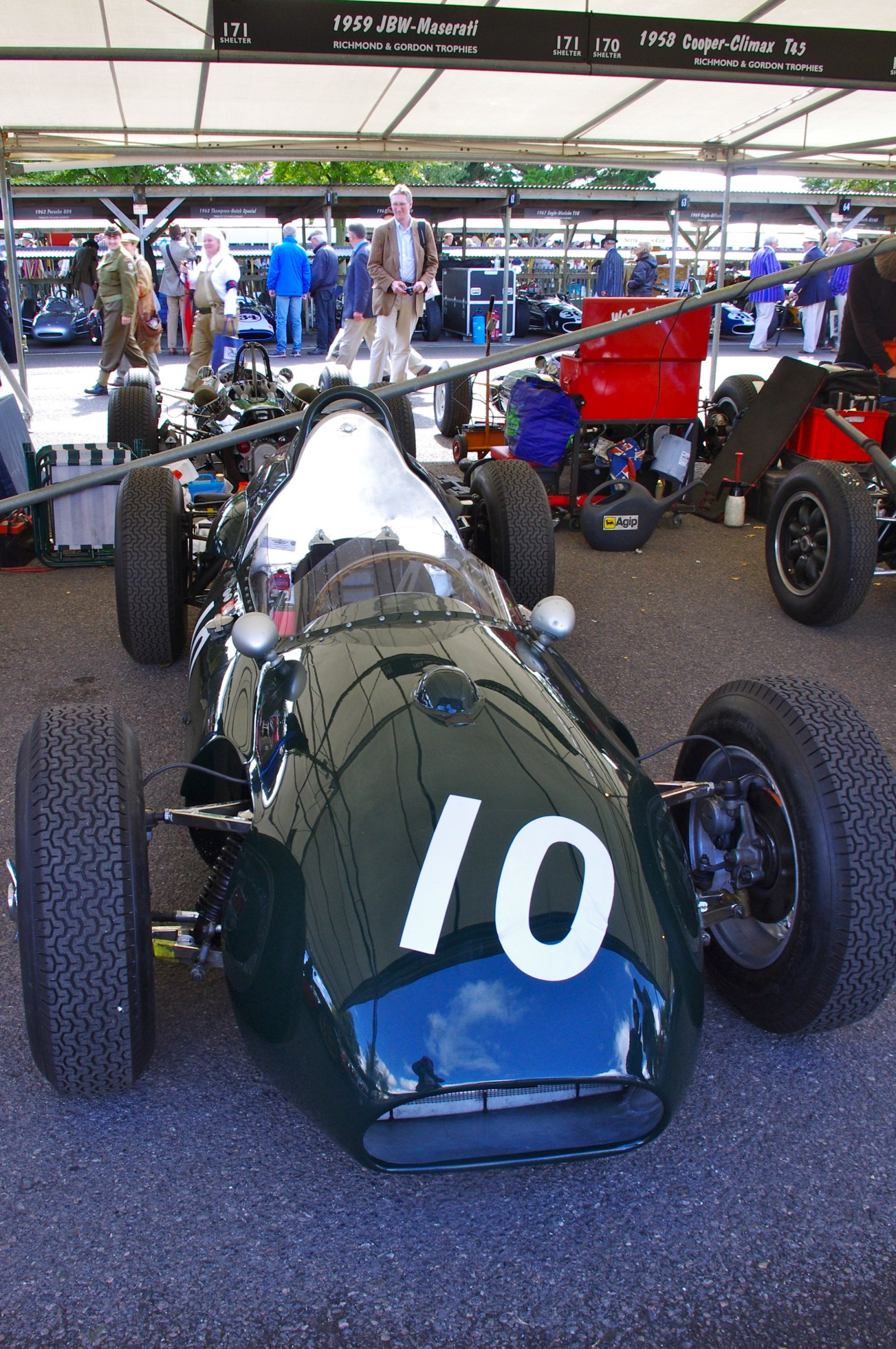
O JBW Type 1 no Festival de Goodwood em 2012.

JBW Cars foi uma construtora de Fórmula 1 do Reino Unido que disputou as temporadas de 1957 e 1961. Teve apenas Brian Naylor como piloto. O nome da escuderia é uma referência às iniciais dos fundadores - John Brian e Wilkinson (Fred Wilkinson, que trabalhava como mecânico).
Em 9 Grandes Prêmios disputados em sua história (não largou somente no GP de Mônaco de 1960), inscreveu chassis da Cooper nas 2 primeiras temporadas. A partir de 1959, passou a usar um chassi próprio, o Type 1. A equipe obteve apenas um 13º lugar como resultado mais expressivo, obtido no primeiro GP disputado (Alemanha, em 1957) e no Grã-Bretanha de 1960. Foi no GP da Itália de 1961,  marcada pelo acidente fatal do alemão Wolfgang von Trips, que a JBW deixou a Fórmula 1, após Naylor abandonar a prova devido a um problema no motor.